# وادي بدينة
وادي بدينة؛ هو أحد أودية منطقة الحدود الشمالية من المملكة العربية السعودية وعثر على ضفافه آثار تاريخية تعود لما قبل الإسلام.

## المعالم الأثرية
تنقسم المواقع الأثرية بالوادي إلى قسمين:
* القسم الأول: يقع على مرتفع يشرف على الوادي ويتكون من دائرة حجرية من الحجارة البيضاء متوسط قطرها ثمانية أمتار.
* القسم الثاني: عبارة عن مجموعة من الدوائر الحجرية الكبيرة والمتوسطة الحجم, يبلغ قطر أحدها 18 متر.
كما عثر في وادي بدينة على كتابات صفوية قديمة، حيث تدل مواقع النقوش الصفوية على وجود استيطان قديم و مراكز حضارية لقبائل الصفائية.

## التاريخ
ذكرت دارة الملك عبدالعزيز أن آثار وادي بدينة تعود لعصور ما قبل الإسلام.